# Samotherium
Genre
Samotherium (« bête de Samos ») est un genre fossile de Giraffidae du Miocène et du Pliocène d'Eurasie et d'Afrique. Samotherium avait deux ossicônes sur la tête et de longues pattes. Les ossicônes pointaient généralement vers le haut et étaient courbés vers l'arrière, les mâles ayant des ossicônes plus grands et plus courbés, bien que chez l'espèce chinoise, S. sinense, les ossicônes droits pointent latéralement et non vers le haut. Le genre est étroitement lié à Shansitherium. Des preuves fossiles suggèrent que Samotherium avait un museau arrondi, ce qui suggérerait un mode de vie de pâturage et un habitat composé de prairies. L’Amphimachairodus était un prédateur commun de cet animal.
Le biologiste Richard Ellis a proposé que le crâne de Samotherium soit représenté sur un vase grec ancien comme un monstre qu'Héraclès combat. Cependant, d’autres auteurs ont fait valoir qu’il s’agissait plutôt du crâne d’un varan.

## Description

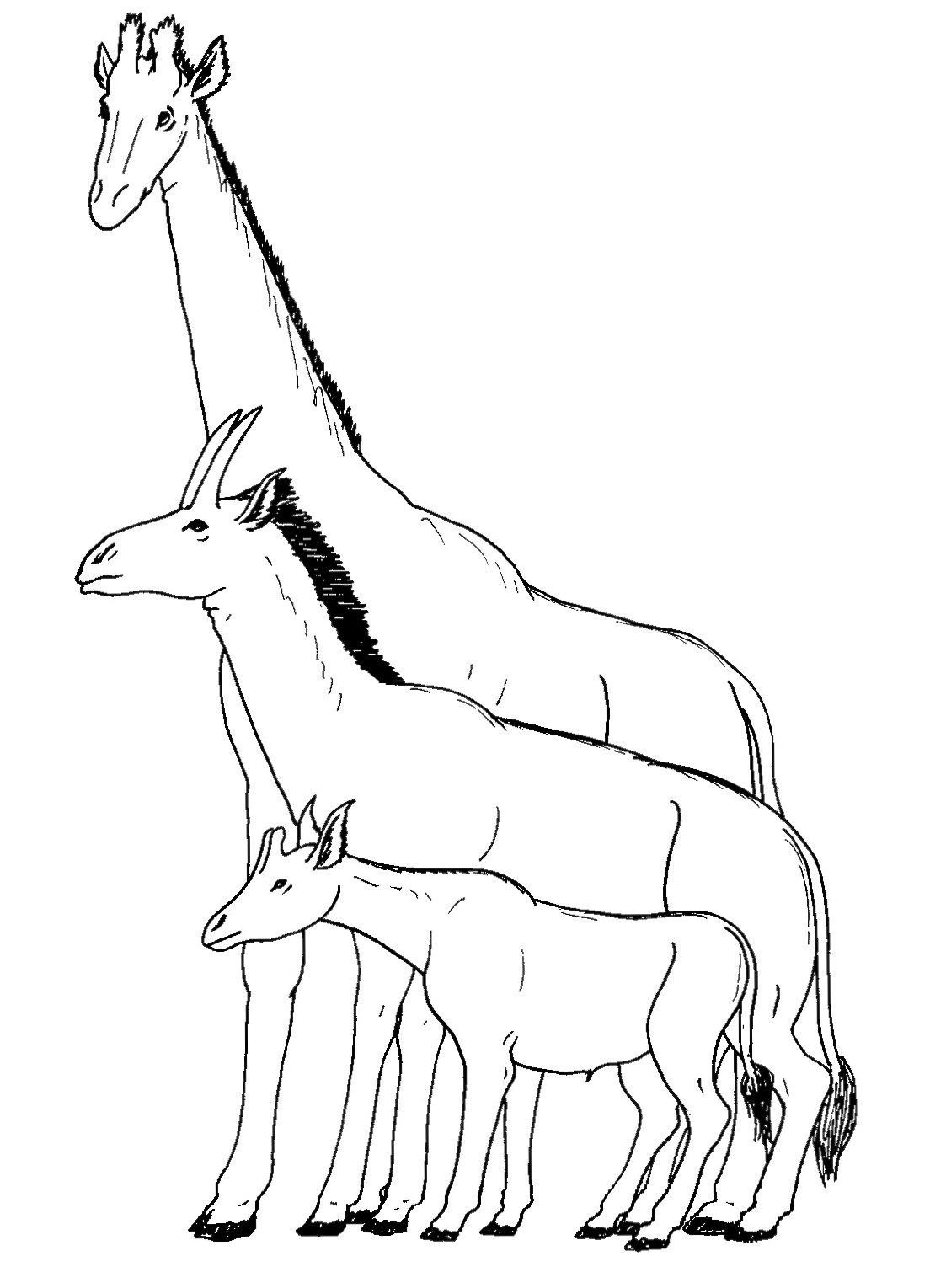
Samotherium major (au milieu) en comparaison avec l'okapi (en bas) et la girafe. L'anatomie de Samotherium semble avoir montré une transition vers un cou semblable à celui d'une girafe.

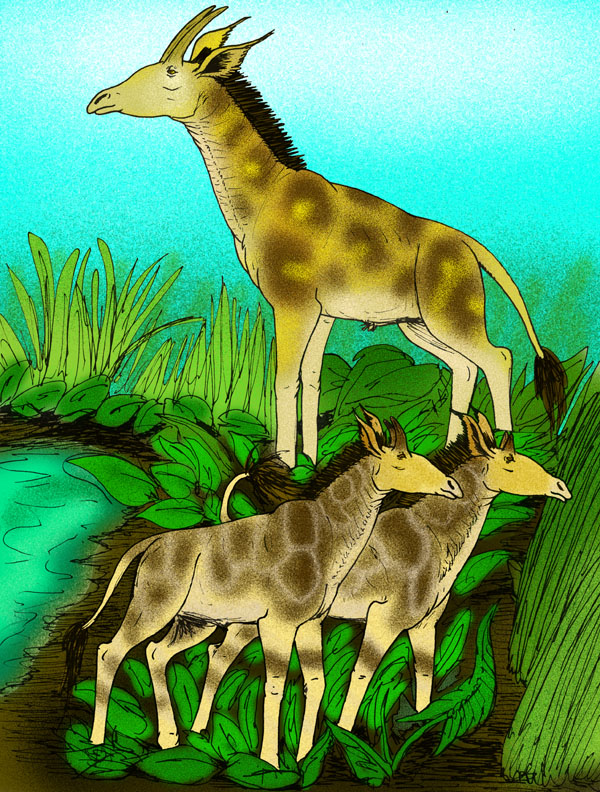
S. major et S. boissieri.

Une étude de 2015 a révélé que Samotherium avait un cou de longueur intermédiaire entre la girafe et l'okapi, à en juger par l'examen de spécimens de S. major de Grèce.

## Liste des espèces
Selon GBIF (20 mars 2024) :
- † Samotherium africanus Churcher, 1970
- † Samotherium boissieri Forsyth Major, 1888 - espèce type
- † Samotherium major Bohlin, 1926
- † Samotherium neumayri Radler & Weihofer, 1890
- † Samotherium sinense Schlosser, 1903
- † Samotherium tafeli Kilgus, 1922

## Classification
Le nom valide complet (avec auteur) de ce taxon est Samotherium Forsyth Major, 1888.
Samotherium a pour synonyme :
- Alcicephalus Rodler & Wiethofer, 1890